# 相馬ヶ原駐屯地事件
相馬ヶ原駐屯地事件（そうまがはらちゅうとんちじけん）とは、1952年7月に群馬県北群馬郡相馬村（現・榛東村）で発生した事件。

## 概要
GHQは書簡を発し、日本政府に警察予備隊の創設を指示した。1950年8月10日、日本政府はポツダム政令の「警察予備隊令」（昭和25年政令第260号）を制定し、警察予備隊が発足した。榛名山麓の相馬ヶ原には警察予備隊駐屯地（後の陸上自衛隊相馬原駐屯地）が置かれることになった。
1952年6月より北朝鮮系の祖国防衛隊が活動し始め、「朝鮮出兵反対」のアジビラを県内各地に配付したり、駐屯地の内偵工作が行われるようになった。同年7月12日に在日朝鮮人約10人が竹槍を持って相馬ヶ原方面に向かったという情報が入ったため、直ちに出動して職務質問を行い、火炎瓶や硫酸を不法所持していたため、これらを押収し参加者を逮捕した。
その後、祖国防衛隊の軍事工作班が駐屯地の爆破を計画しているという情報が入り、祖国防衛隊がアジトとしている山小屋が判明したため、7月29日早朝にアジトを急襲、5人を逮捕した。これらの逮捕者は、爆発物取締罰則違反容疑で7月31日に送検された。